# 阿勒奈特嶺
69°41′S 69°32′W / 69.683°S 69.533°W
阿勒奈特嶺（英語：Arenite Ridge）是南極洲的山嶺，位於亞歷山大一世島北部，處於道格拉斯嶺以西，是托因比冰川的東面，長28公里，現時由南極條約體系管理。